# Eredivisie (mannenhandbal) 1978/79
De Eredivisie is de hoogste afdeling van het Nederlandse handbal bij de heren op landelijk niveau. In het seizoen 1978/1979 werd Sittardia landskampioen. PSV en Mora/Swift degradeerden naar de Eerste divisie.

## Opzet
De twaalf teams spelen in competitieverband tweemaal tegen elkaar. De nummer één mag zich landskampioen van Nederland noemen, de nummers elf en twaalf degraderen naar de eerste divisie.

## Teams
| Club                          | Plaats     | Provincie     | Trainer                                         | Hal                        |
| ----------------------------- | ---------- | ------------- | ----------------------------------------------- | -------------------------- |
| AHC '31                       | Amsterdam  | Noord-Holland | Bob Sondaar                                     | Sporthal Zuid II           |
| Dumphouse/Blauw-Wit           | Neerbeek   | Limburg       | Piet Kivit Leo Reynders Ontslagen in april 1979 | De Haamen                  |
| De Gazellen                   | Doetinchem | Gelderland    | Simon Flendrie                                  | De Rozengaarde             |
| Duyvestein Wintersport/Hermes | Den Haag   | Zuid-Holland  | Dick Stam                                       | De Vliegermolen (Voorburg) |
| PSV                           | Eindhoven  | Noord-Brabant | Wim van Surksum                                 |                            |
| Van der Voort/Quintus         | Kwintsheul | Zuid-Holland  | Leo van Velzen                                  | Van der Voorthal           |
| Sittardia                     | Sittard    | Limburg       | Guus Cantelberg                                 | Stadssporthal              |
| Swift Arnhem                  | Arnhem     | Gelderland    | Ton van Linder                                  | Elderveld                  |
| Mora/Swift                    | Roermond   | Limburg       |                                                 | Sporthal Koninginnelaan    |
| Vlug en Lenig                 | Geleen     | Limburg       | Pim Rietbroek                                   | Sporthal Groenstraat       |

## Stand
| Pos | Club                          | Wed | W  | G | V  | Ptn | DV  | DT  | +/− | Opmerking                      |
| --- | ----------------------------- | --- | -- | - | -- | --- | --- | --- | --- | ------------------------------ |
| 1   | Sittardia                     | 18  | 16 | 1 | 1  | 33  | 369 | 287 | +82 | Landskampioen                  |
| 2   | Dumphouse/Blauw-Wit           | 18  | 12 | 1 | 5  | 25  | 327 | 270 | +57 |                                |
| 3   | AHC '31                       | 18  | 11 | 0 | 7  | 25  | 327 | 270 | +57 |                                |
| 4   | De Gazellen                   | 18  | 8  | 3 | 7  | 19  | 281 | 279 | +2  |                                |
| 5   | Vlug en Lenig                 | 18  | 7  | 2 | 9  | 16  | 273 | 272 | +1  |                                |
| 6   | Swift Arnhem                  | 18  | 7  | 2 | 9  | 16  | 286 | 309 | −23 |                                |
| 7   | Duyvestein Wintersport/Hermes | 18  | 6  | 2 | 10 | 14  | 246 | 258 | −12 |                                |
| 8   | Van der Voort/Quintus         | 18  | 5  | 4 | 9  | 14  | 270 | 324 | −54 |                                |
| 9   | PSV                           | 18  | 5  | 2 | 11 | 12  | 305 | 319 | −14 | Degradatie naar eerste divisie |
| 10  | Mora/Swift                    | 18  | 3  | 3 | 12 | 9   | 273 | 305 | −32 | Degradatie naar eerste divisie |

## Uitslagen
|                               | AHC     | BLW     | GAZ     | HER     | PSV     | QUI     | SIT     | SWA     | SWR     | V&L     |
| ----------------------------- | ------- | ------- | ------- | ------- | ------- | ------- | ------- | ------- | ------- | ------- |
| AHC '31                       |         | 18 − 16 | 11 − 10 | 15 − 10 | 16 − 13 | 25 − 18 | 20 − 19 | 09 − 10 | 13 − 13 | 16 − 15 |
| Dumphouse/Blauw-Wit           | 21 − 09 |         | 13 − 13 | 13 − 10 | 18 − 12 | 26 − 13 | 20 − 22 | 25 − 16 | 14 − 10 | 18 − 15 |
| De Gazellen                   | 13 − 12 | 18 − 20 |         | 16 − 12 | 15 − 21 | 12 − 13 | 16 − 26 | 20 − 17 | 18 − 13 | 15 − 11 |
| Duyvestein Wintersport/Hermes | 11 − 10 | 09 − 14 | 15 − 15 |         | 18 − 13 | 15 − 18 | 09 − 10 | 09 − 10 | 21 − 14 | 14 − 08 |
| PSV                           | 13 − 16 | 17 − 19 | 17 − 08 | 25 − 17 |         | 23 − 16 | 23 − 23 | 19 − 19 | 18 − 17 | 16 − 15 |
| Van der Voort/Quintus         | 06 − 14 | 19 − 18 | 16 − 15 | 14 − 14 | 13 − 12 |         | 16 − 17 | 12 − 12 | 17 − 17 | 15 − 17 |
| Sittardia                     | 26 − 16 | ?       | 13 − 12 | 21 − 19 | 23 − 17 | 29 − 17 |         | 22 − 14 | 15 − 14 | 19 − 12 |
| Swift Arnhem                  | 13 − 14 | 22 − 20 | 17 − 21 | 15 − 18 | 19 − 16 | 18 − 17 | 12 − 21 |         | 16 − 10 | 16 − 20 |
| Mora/Swift                    | 20 − 16 | 13 − 17 | 17 − 17 | 14 − 20 | 20 − 17 | 23 − 13 | 18 − 27 | 18 − 20 |         | 13 − 13 |
| Vlug en Lenig                 | 24 − 12 | 12 − 16 | 15 − 17 | 15 − 10 | 17 − 13 | 17 − 17 | 17 − 20 | 19 − 06 | 11 − 09 |         |

Bron: Handbal jaarboek 1979, NHV

## Handballer van het jaar
In 1979 werd voor het eerst een handballer en handbalster verkozen voor beste Nederlands handballer van het jaar.
| Pos | Naam         | Club                          | Pnt. |
| --- | ------------ | ----------------------------- | ---- |
| 1   | Bert Bouwer  | Sittardia                     | 38   |
| 2   | Piet Kivit   | Dumphouse/Blauw-Wit           | 33   |
| 3   | Ger Norbart  | Sittardia                     | 24   |
| 3   | Ron de Jonge | Duyvestein Wintersport/Hermes | 24   |
| 5   | Ton Reynders | Sittardia                     | 15   |